# بيتر مونغاي واروي
بيتر مونغاي واروي (بالإنجليزية: Peter Mungai Warui)‏ (مواليد 22 أبريل 1981) هو ملاكم كيني، مثّل بلاده في الألعاب الأولمبية الصيفية 2016.

## روابط خارجية
بيتر مونغاي واروي على موقع بوكس ريك (الإنجليزية) (registration required)
- بيتر مونغاي واروي على موقع اللجنة الأولمبية الدولية (الإنجليزية)
- بيتر مونغاي واروي على موقع أوليمبيديا (الإنجليزية)
- بيتر مونغاي واروي على موقع اتحاد ألعاب الكومنولث (مؤرشف) (الإنجليزية)
- بيتر مونغاي واروي على موقع دورة ألعاب الكومنولث 2006 (مؤرشف) (الإنجليزية)